# دوبرینیا نیکی‌تیچ

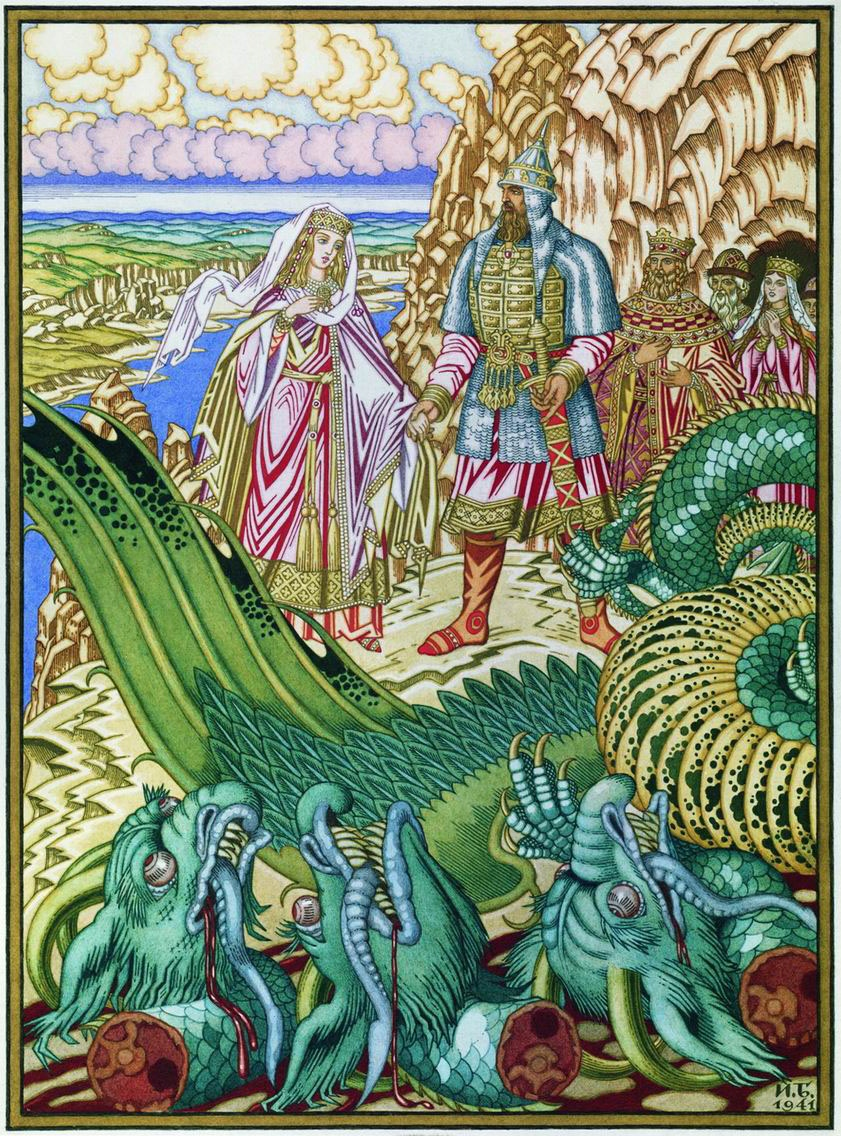
دوبرینیا نیکیتیچ زاباوا را از چنگال اژدها رها کرده‌است.

دوبرینیا نیکی‌تیچ (به روسی: Добры́ня Ники́тич) در اسطوره‌شناسی اسلاوی قهرمان اژدهاکش و یکی از نام‌آورترین بوگاتیرها (شوالیه‌های حماسی) در فولکلور روس کی‌یف است که بر اساس شعر حَماسی بایلینا می‌باشد، که از ناحیه اطراف پایتخت روس کی‌یف سرچشمه می‌گیرد. او با جنگ‌سالاری واقعی و شخصیتی تاریخی به نام دوبرینیا همذات می‌شود که در نیمهٔ دوم قرن دهم زندگی می‌کرد و ارتش سویاتوسلاو یکم کی‌یف را رهبری می‌نمود و همچنین عموی ولادیمیر کبیر بود.
بایلینا مربوط به پیکار با اژدها یکی از افسانه‌های عامه‌پسند بود که بیش از یکصد روایت مختلف آن وجود داشت. بسیاری از بایلیناها با او و انجام مأموریت‌هایی که از طرف ولادیمیر کبیر تعیین می‌شدند مرتبط هستند. او کماندار، شناگر و کشتیگیری ماهر است. او گاسلی می‌نوازد، بازی باستانی تافل انجام می‌دهد، و به ادب و حیله‌گری شهرت دارد.

## دوبرینیا و اژدها
این بایلینا با یک هشدار والدینی آغاز می‌شود. مادر دوبرینیا پسر خود را از رفتن به کوه‌های ساراسین، نجات اسیران روس و آبتنی کردن در رودخانه خطرناک پوچای که مأوای یک اژدهای ترسناک است منع می‌کند. دوبرینیا به توصیهٔ مادر توجه نمی‌کند و تمامی این کارها را انجام می‌دهد. او سوار بر اسب فاصله‌ای طولانی تا رودخانه را طی می‌کند و برهنه به درون آب می‌پرد و در آن استحمام می‌کند. اژدهایی سه سر ظاهر می‌شود و به قهرمان بی‌دفاع حمله می‌کند. دوبرینیا که قادر به دفاع از خود نبود، عاجز ماند و تصور کرد که دیگر خواهد مرد. او نخستین سلاحی که به دستش می‌رسد برمی‌دارد و این سلاح، «کلاهی از سرزمین یونان» است که در ساحل رودخانه قرار دارد. وی اژدها را شکست می‌دهد و اژدها به او التماس می‌کند که او را زنده نگاه دارد و در نهایت با یکدیگر پیمان می‌بندد که در ازاء نجات جانش از پرواز کردن به سرزمین روس بپرهیزد.
اما اژدهای پیمان‌شکن بر عهد خود نمی‌ماند و خواهرزادهٔ ولادیمیر کبیر، زاباوا را می‌ریابد. زمانی که دوبرینیا به کی‌یف می‌رسد، شاهزاده ولادیمیر از او برای نجات خواهرزاده‌اش درخواست کمک می‌کند. وی نیز به کوه‌های ساراسین می‌رود تا بار دیگر با اژدها وارد نبرد شود و خواهرزادهٔ ولادیمیر را از دستش رها سازد. آن‌ها برای دومین بار وارد نبرد می‌شوند و این پیکار سه روز به طول می‌انجامد. در سومین روز دوبرینیا ناامید می‌شود و قصد ترک نبرد می‌کند. اما در همان لحظه صدایی از آسمان به او می‌گوید: اگر سه ساعت بیشتر به مبارزه خود ادامه دهی پیروز خواهی شد. دوبرینیا همین کار را کرد و اژدها را در سه ساعت شکست داد. در روایتی دیگر دوبرینیا با اشیاء جادویی که مادرش به او داده‌است بر اژدها غلبه می‌کند؛ این اشیاء شامل یک تازیانهٔ ابریشمی است که وقتی اسبش نیروی خود را از دست می‌دهد با آن به اسب ضربه می‌زند، و یک دستمال ابریشمی که با آن صورت خودش را خشک می‌کند.
وقتی اژدها کشته می‌شود خونش به داخل زمین فرونمی‌رود و دوبرینیا به مدت سه روز در آن گیر می‌کند. در نهایت یک بار دیگر صدایی از آسمان به او گفت: نیزهٔ خود را در زمین فرو کن و با استفاده از کلمات افسون بگو. سپس زمین تمام خون را بلعید و زاباوا نجات پیدا کرد. دوبرینیا همچنین پناهگاه کوهستانی اژدها را پیدا می‌کند و پس از کشتن تعدادی بچه اژدها، سایر روس‌هایی را که در اسارت او بودند نجات می‌دهد.